# Juan de Ayolas
Juan de Ayolas Briviesca (Briviesca, Província de Burgos, Comunidade Autonôma de Castela e Leão, Espanha, 1510? ou 1493? — Candelaria, Paraguai, 1538 foi um explorador espanhol.

## Biografia
Era filho de um fidalgo pobre, estudou em Palência e tornou-se militar, que atuou nas Campanhas da Itália, primeiramente com o Capitão Gonzalo de Córdoba e depois como ajudante de Pedro de Mendoza.
Depois disso começou a ajudar a organizar a expedição de Pedro de Mendonza rumo à Bacia do Prata, que partiu em 24 de agosto de 1535, de San Lúcar de Barrameda. Enquanto mordomo de Pedro de Mendonza, era o segundo nome mais importante da expedição.
Em janeiro de 1536, acompanhou a fundação de Nuestra Señora Santa María del Buen Aire.
Depois disso, foi enviado para explorar o interior da Bacia do Prata em busca de riquezas, circunstância que o levou a fundar, em 15 de junho de 1536, o Forte Corpus Christi, nas proximidades da confluência do Rio Coronda com o Rio Paraná e de onde existiu o Forte Sancti Spiritu, fundado em 1527 por Sebastião Caboto. Nesse lugar, teria feito amizade com os nativos. No local conseguiu obter provisões que levou para abastecer Buenos Aires e deixou Gonzalo de Alvarado comandando uma guarnição de cem homens.

## Travessia do Chaco
Após chegar à Buenos Aires, retornou ao Forte Corpus Christi, juntamente com Pedro de Mendonza, que, no final de setembro de 1536, fundaria Forte de Nuestra Señora de la Buena Esperanza, ao sul do Forte Corpus Christi. Depois disso, Mendonza retornaria à Buenos Aires e Aoylas comandaria nova expedição pelo interior da Bacia do Prata que partiu, no dia 14 de outubro de 1536, do Forte de Nuestra Señora de la Buena Esperanza. Essa expedição era composta por três bergantins e contava com integrantes como Domingo Martínez de Irala, que comandava um dos bergantins e Carlos de Guevara, que comandava a terceira embarcação. Outros integrantes dessa expedição eram: Juan Ponce de León, Francisco Douvrin e o guia Jerônimo Romero, que fora integrante da expedição de Sebastião Caboto e convivera um considerável período com os nativos, o que lhe permitiu afirmar que tinha informações sobre como chegar às riquezas navegando pela Bacia do Prata. Ao todo a expedição contava com 170 integrantes.
A expedição seguiu pelo interior da Bacia do Prata, mas quando chegou a um lugar, no Rio Paraná, que chamou de "Três Bocas", enfrentou uma tempestade de causou o naufrágio de uma das embarcações.
Depois prosseguiu navegando subindo o curso do Rio Paraguai, nesse rio enfrentou ataques de nativos da etnia agace que navegavam utilizando piraguas, que causaram ferimentos em alguns dos integrantes da expedição.
Quando chegou à foz do Rio Ypytá ou Bermejo, que vinha do oeste, para onde pretendia chegar, pensou em subir o curso desse rio, entretanto, Jerônimo Romero, que já havia passado por aquele lugar na expedição de Sebastião Caboto, o convenceu a seguir na direção norte, subindo o curso do Rio Paraguai na direção norte.
Em janeiro de 1537, a expedição fez uma pausa para abastecer-se de caça. Nesse lugar, por intermédio de Jerónimo Romero, que sabia a linguagem dos nativos da etnia timbúe, com os quais conviveu durante vários anos, que era similar à linguagem dos nativos daquele lugar, que eram da etnia guarani, liderados pelo cacique Caracará, fizeram amizade com nativos, que lhes forneceram alimentos. Nesse lugar seria fundada a cidade de Assunção.
Depois a expedição seguiu rio acima, com novas informações fornecidas pelo cacique Caracá.
No 2 de fevereiro de 1537, Ayolas decidiu fazer uma pausa e fundar um assentamento na margem ocidental do Rio Paraguai, que chamou de "Candelária".
Essa região era habitada por nativos da etnia payaguá, com os quais residia um nativo que integrou a expedição de Aleixo García, que havia atravessado o Chaco e chegado ao destino procurado por Ayolas. Com base nessas novas informações, Ayolas decidiu partir por terra rumo a oeste para atravessar o Chaco e deixou Domingo Martínez de Irala cuidando do forte com uma guarnição de 30 homens, com ordens de ficar no lugar aguardando o seu regresso.
A expedição por terra partiu no dia 12 de fevereiro de 1537, integrada por 127 espanhóis, dentre eles: Rodrigo de Cepeda y Ahumada, irmão de Teresa de Ávila, e Martín Pérez de Haro; e cerca de trinta nativos ligados ao cacique Tamatiá, que tinha entregue uma de suas filhas a Ayolas como prova de amizade, mas Ayolas a deixou com Irala. No caminho sofreram ataques de nativos de diversas etnias como a coronda, a calchaquis], a abipone e a agace que provocaram 15 mortos entre os espanhóis.
Nessa longa marcha contou com apoio de nativos da etnia mbayáe para chegar ao sopé dos Andes em território que atualmente pertence à Bolívia, no qual habitavam nativos da etnia charca.
Por outro lado, em Candelária, as relações entre os payaguás e os espanhóis se deterioraram e os últimos deixaram o lugar em direção à Tapuá.
Por sua vez, Pedro de Mendoza fora informado por Hernando de Ribera, um espanhol que integrou a expedição de Sebastião Caboto e que depois disso passou a residir na Ilha de Santa Catarina, juntamente com nativos, que Ayolas enfrentaria hostilidades e, portanto, precisaria de reforços. Nesse contexto, enviou uma expedição composta por 3 bergantins e 100 homens, comandada por Juan de Salazar de Espinosa e Gonzalo de Mendoza, que partiu no dia 15 de janeiro de 1537. Essa expedição, que fundaria a cidade de Assunção, nunca encontraria Ayolas. 
Após chegar ao destino, Ayolas ergueu um pequeno forte no qual deixou Rodrigo de Cepeda y Ahumada comandando uma pequena guarnição e retornou com a maioria dos integrantes para as margens do Rio Paraguai. Traziam consigo peças de ouro e prata. No caminho de volta tiveram que enfrentar a hostilidade nos nativos que habitavam a região.
Em fevereiro de 1538, Ayolas e cerca de 80 espanhóis conseguiram chegar à margem do Rio Paraguai, onde não encontraram Irala, que naquele momento era prisioneiro de Rui Galán em Tapuá. Naquele momento, Galán pretendia ser o principal líder da Província que nascia. Ayolas e seus comandados foram encontrado por nativos da etnia payaguá, que lhes armaram uma cilada: trouxeram alimentos e os convidaram para descansar em sua aldeia. No entanto, os espanhóis foram mortos no caminho em um ataque surpresa. O único sobrevivente foi um jovem nativo da etnia chané que se tornou escravo dos payaguás.
Em fevereiro de 1540, Irala e Salazar tiveram contato com o nativo sobrevivente, por meio do qual souberam dos acontecimentos.
Por outro lado, Rodrigo de Cepeda y Ahumada conseguiu chegar até o Peru, onde, sob as ordens de Blasco Núñez de Vela, lutou contra nativos da etnia quechúa. Rodrigo foi o primeiro europeu que conseguiu percorrer o caminho entre a Bacia do Prata e o Oceano Pacífico, percurso que incluiu a travessia dos Andes, e morreu no dia 10 de agosto de 1557, no Chile, em batalha contra nativos da etnia araucana.
Posteriormente, Cabeza de Vaca fracassou em uma tentativa de cruzar o Chaco, com uma expedição com um contingente bem maior e mais organizada do que a expedição de Ayolas.
Após o fracasso de Cabeza de Vaca, a expedição de Ñuflo de Chaves teria êxito na travessia do Chaco.

## Ligações Externas
- Viaje al Río de la Plata